# کته خفر علیا
کت  خفر علیا، روستایی از توابع بخش جره و بالاده شهرستان کازرون در استان فارس ایران است.
مساحت ۱۲,۴۷۴,۴۲۱m² دارد 
ارتفاع از سطح دریا ۸۳۲متر است 

## جمعیت
این روستا در دهستان جره قرار دارد و براساس سرشماری مرکز آمار ایران در سال ۱۳۹۵، جمعیت آن ۳۸۸نفر (۵۰خانوار) بوده‌است.